# حمد صعب
حمد محمد صعب (21 أبريل 1892 - 25 يوليو 1941) قائد عسكري لبناني ومن قادة ثورة فلسطين 1936. شارك في الثورة السورية الكبرى ضد الحكم الفرنسي في 1925-1927. خلال الثورة العربية 1936-1939 في فلسطين، قاد صائب فرقة قوامها نحو 30 متطوعًا لبنانيًا، معظمهم من الدروز، لمساعدة الثوار المحليين الذين يقاتلون ضد الحكم البريطاني والحركة الصهيونية المتنامية. في 25 يوليو 1941، توفي صعب وهو يقاتل الجيش البريطاني في العراق. وكانت السيارة التي كان يستقلها قد تعرضت للقصف من قبل القوات البريطانية، ووفقًا لروايات محلية، توفي صعب لحماية القاوقجي الذي كان في السيارة أيضًا.

## سيرته
ولد حمد بن محمد بن حسين بن محمود بن مرشان صعب في الكحلونية بقضاء الشوف في 24 رمضان 1309/ 21 أبريل 1892 وتلقى علومه في المدارس المحلية، ودخل الجندية سنة 1913 وبقي في الخدمة حتى سنة 1918 حين التحق بالحكومة الفيصلية في سوريا، واشترك في معركة ميسلون في 22 تموز 1920،‌ ثم أصبح أحد الوطنيين الذين شنوا حرب العصابات على القوات الفرنسية بقيادة فؤاد بك سليم عند دخولها البلاد، فشغلوا الجيش الفرنسي من جبل عامل حتى جبال العلويين مدّة من الزمن مع لفيف من المناضلين منهم حسيب ذبيان، وسلمان ذبيان وسعيد ملحم بشير ونجيب حمادة وكامل حمادة وناصيف ذبيان وحمد الحسنية وسلمان السحنية، ثم نزح حمد صعب مع بعض إلى الأردن حيث بقي إلى أن اندلعت الثورة الدرزية سنة 1925 فالتحق بها، و هو الذي اقتحم وشكيب وهاب وحمزة درويش باب قلعة راشيا ودخلوها في 25 تشرين الثاني 1929، وحضر كل معارك وادي التيم وكان من قادتها الأبطال، وفي الإستيلاء على كفرمشكي تقدمت مجموعة أحمد سلمان هاني من الشمال وفيها 25 مجاهداً، ومجموعة حمد صعب من الجنوب وفيها 30 مجاهداً،‌ومجموعة شكيب وهاب من الغرب وفيها 50 مجاهداً واحتلوا البلدة ومخفرها الحصين بعد معركة ضاربة وذلك سنة 1926، وفي معارك مجدل شمس كان من القادة المبرزين، وخاض معركة الرشيدية إلى جانب سلطان باشا الأطرش وعاد أرسلان وجرح فيها.

واشترك في الثورة الفلسطينية سنة 1936 وكان المسؤول عن فريق من الشباب الدروز أمام القائد فوزي القاوقجي، وبعدها التحق بالثورة العراقية في عهد رشيد عالي الكيلاني سنة 1941، وعندما قضى الإنجليز على الثورة انتقل إلى سوريا واشترك في ثورتها وفي 25 تموز 1941 كان والقاوقجي في سيارة القيادة عندما وقع على المجاهدين هجوم بالطائرات فسقطت قذيفة قرب السيارة فاجتنأ حمد على القاوقجي يحميه بجسده فقتل هو ونجا القاوقجي. يقول محمد خليل الباشا في معجم أعلام الدروز في لبنان «قد أخبرني بذلك القاوقجي شخصياً.» 

دفن حمد صعب قرب بلدة دير الزور في سوريا وكان يكتب مذكراته يومياً «إلّا أن هذه المذكرات فقدت بوفاته.»